# Srednja vas, Semič
Srédnja vás je naselje v Sloveniji.